# Dorf, Zürich
Dorf är en ort och kommun i distriktet Andelfingen i kantonen Zürich, Schweiz. Kommunen har 721 invånare (2023).